# Condado de Stettler n.º 6
El condado de Stettler n.º 6 es un distrito municipal canadiense situado en la provincia de Alberta.

## Superficie
Stettler n.º 6 tiene una superficie de 3969,65 km².

## Demografía
En 2021, tenía 5666 habitantes, una densidad poblacional de 1,4 hab./km², y 2310 viviendas.